# Klaus Schlüter
Pour les articles homonymes, voir Schlüter.
Klaus Schlüter, né le 24 juillet 1939 à Hof Jörnstorf, près de Neubukow (Mecklembourg-Poméranie-Occidentale) est un homme politique est-allemand. Il est brièvement ministre sans portefeuille en 1990. Il est le fondateur et longtemps le président de la Ligue verte.

## Biographie

### Formation
Il effectue un apprentissage entre 1958 et 1960 puis entreprend des études de géodésie à l'université technique de Dresde. Pendant cette période, il est condamné à huit mois de prison pour « réunion séditieuse ». Il travaille par la suite dans le secteur de l'informatique.

### Engagement politique
Klaus Schlüter participe à des groupes de nature religieuse et de protection de l'environnement, notamment Société pour la nature et l'environnement (Gesellschaft für Natur und Umwelt, GNU). En 1987, il cofonde une section de la GNU sur l'écologie urbaine. En novembre 1989, il crée avec d'autres personnes la Ligue verte (GL), un parti politique écologiste et entre décembre 1989 et mars 1990 représente la GL aux tables des négociations nationales lors de la crise de fin de régime de la RDA. De février à avril 1990, il entre au gouvernement en faisant partie du cabinet Modrow, devenant ministre sans portefeuille, ayant toutefois en charge la gestion des parcs nationauxde la RDA. Aux élections législatives régionales de 1990 en Mecklembourg-Poméranie-Occidentale, il est candidat indépendant cependant associé aux Verts mais obtenant 4,2 % (le score minimum pour siéger est 5 %), la liste n'obtient pas d'élus. Entre 1990 à 2011, il est le porte-parole national et président de la Ligue verte. Entre 1991 et 1994, il est associé de recherche au Parlement du Land de Mecklembourg-Poméranie-Occidentale.

## Sources
- (de) Cet article est partiellement ou en totalité issu de l’article de Wikipédia en allemand intitulé « Klaus Schlüter » (voir la liste des auteurs).